# Banisia whalleyi
Banisia whalleyi är en fjärilsart som beskrevs av Inoue 1998. Banisia whalleyi ingår i släktet Banisia och familjen Thyrididae. Inga underarter finns listade i Catalogue of Life.